# 神经信息学
神经信息学通过在对神经系统建模和分析的过程中应用计算的方法和观念来整合各种对神经系统进行模拟的尝试性工作。
理解人类神经系统是21世纪科学的最大挑战之一。神经系统的功能如知觉、决策、认知和推理等远超任何现有的人工系统。它的机能跨越了从分子生物学到人类学的多个学科。
为了理解神经系统，人们需要把从分子到细胞、从系统到生物体等各种不同层次学科的研究相互联系起来，这些学科包括遗传学、蛋白质组学、系统生物学、神经科学、认知科学、语言学、心理学、人类学，等等。虽然人们对于脑研究的事实和数据的积累已经很迅速也很深入了，但是我们对这些数据的理解深度还很有限。同样地，过去几十年以来计算机科学业已取得了巨大的进展，但是人类最先进的计算机系统在处理现实世界的一些任务时还比不上所谓的简单生物，例如蚂蚁和蜜蜂。无论从实践的角度还是从概念的角度看，神经科学相关的生命科学（例如神经科学、神经行为学、心理学、语言学、哲学等）与信息科学及其相关学科（例如计算机科学、数学、统计学、物理学、电子工程学和神经机器人学）之间都有很多互相联系的地方。
神经信息学中新的多学科交叉的研究领域加强了这些领域间的协作潜力。神经信息学和下列领域相关：
- 发展和应用计算的方法来研究脑和行为

- 应用先进的信息学技术来处理巨量和复杂的神经科学数据

- 深入理解脑功能的原理以便发展新的信息学技术

相关的研究中心包括：
- 瑞士苏黎世 神经信息学研究所
- 美国加州 Pasadena 加州理工学院计算和神经系统（CNS） （页面存档备份，存于）
- 德国法兰克福 Frankfort Institute for Advanced Studies（FIAS） （页面存档备份，存于）